# Miellen
Miellen település Németországban, Rajna-vidék-Pfalz tartományban. Lakosainak száma 341 fő (2023. december 31.).

## Népesség
A település népességének változása:
| Lakosok száma | 399  | 377  | 365  | 347  | 341  | 332  | 341  |
|               | 1975 | 2015 | 2017 | 2019 | 2021 | 2022 | 2023 |